# Kanton Montauban-5
Der Kanton Montauban-5 war von 1992 bis 2015 ein französischer Wahlkreis im Arrondissement Montauban, im Département Tarn-et-Garonne und in der Region Midi-Pyrénées. Der Kanton bestand aus einem Teil der Stadt Montauban und hatte 10.536 Einwohner (1. Januar 2012).